# سزیم
سزیم عنصری با رنگ طلایی - نقره ای (به انگلیسی: Caesium) عنصری با عدد اتمی ۵۵ و با نماد Cs (Ok) است. این عنصر نخستین عنصری است که با تجزیه طیفی کشف شد. از گروه فلزهای قلیایی است که در گروه IA و در دوره ششم جدول تناوبی جای دارد. دارای عدد اتمی ۵۵، جرم اتمی ۱۳۲٫۹۰۵۵، ظرفیت ۱ است و تنها ایزوتوپ پایدار آن سزیمـ۱۳۳ و به شدت با آب واکنش می‌دهد.

## مشخصات

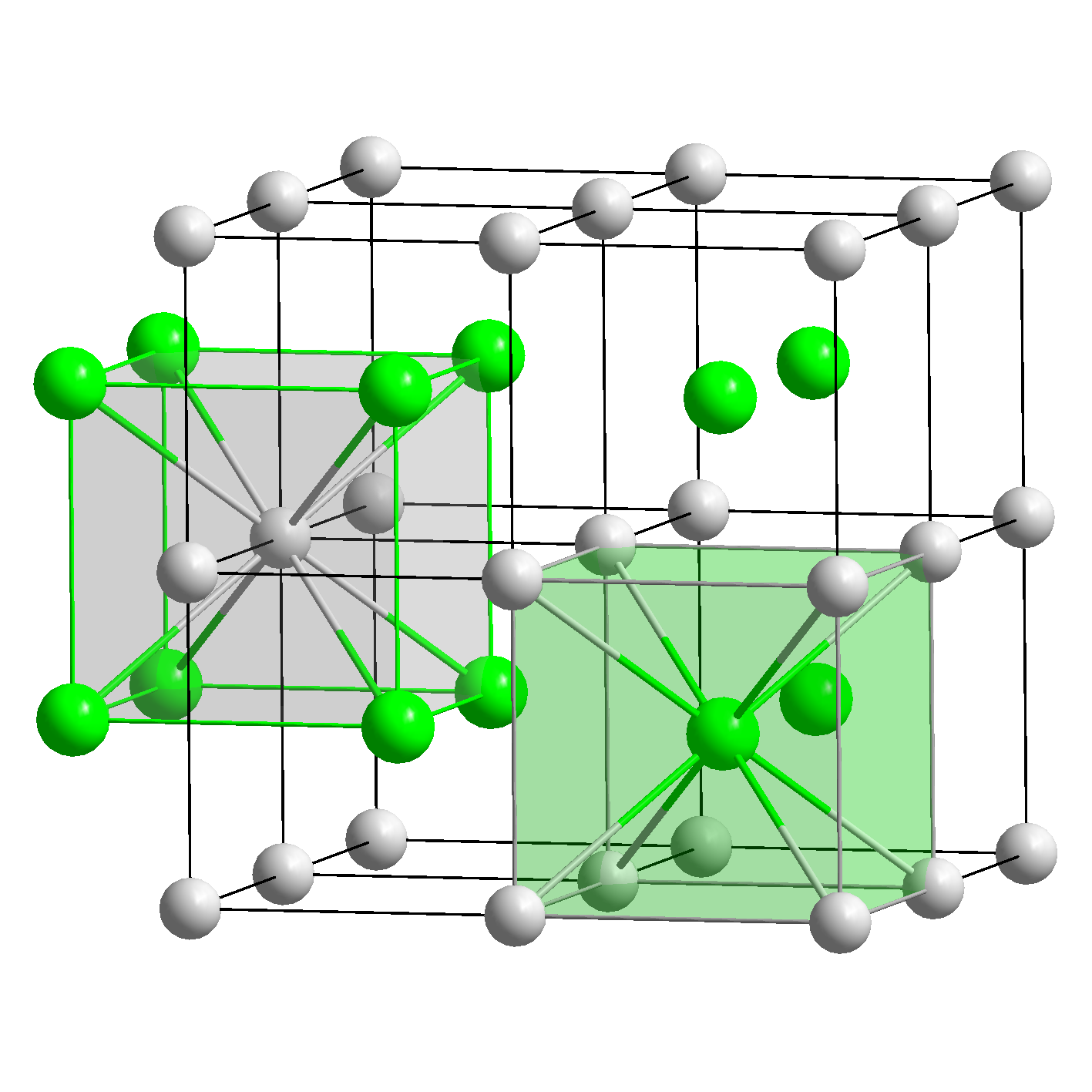
ساختار عنصر سزیم

سزیم فعال‌ترین فلز جدول تناوبی است. فلزی است با جلای نقره‌ای که در جزئی بالاتر از دمای اتاق مایع می‌شود. در زیر نقطه ذوب، جامد و نرم است، به شدت فعال است. آب را تجزیه می‌کند و هیدروژن آزاد می‌کند که بلافاصله آتش می‌گیرد. همچنین با اکسیژن، هالوژن‌ها، گوگرد و فسفر به شدت واکنش می‌دهد که این واکنش با احتراق خود به خود همراه است. جرم حجمی آن ۱٫۹۰، نقطه ذوب ۲۸، نقطه جوش ۷۰۵ درجه سانتی گراد، سختی موس ۰٫۲ است. سزیم از لحاظ نیروی محرکه برقی در بالاترین وضع قرار دارد، همچنین پایینترین نقطه ذوب را در میان فلزهای قلیایی داراست. در اسیدها و الکل محلول است. دارای سمیتی ضعیف و شعله‌ای بنفش است.

## احتیاط
موجب انفجار و آتش‌سوزی خطرناک می‌شود. در هوای مرطوب خود به خود آتش می‌گیرد، در تماس با گوگرد یا فسفر احتمال انفجار می‌رود، با مواد اکسیدکننده به شدت واکنش می‌دهد،
با آب واکنش خطرناکی ایجاد میکند.
همچنین در تولید برخی اسباب بازی ها و مواد پزشکی از آن به عنوان تامین کننده برق مورد نیاز استفاده میشود.

## طرز تهیه
ترکیبهای آن در طبیعت به ندرت یافت می‌شود. آن را از احیای ترموشیمیایی کلرید سزیم با کلسیم یا به کمک الکترولیز سیانید سزیم مذاب به دست می‌آورند. کانی اصلی آن پولوسیت است.

## کاربرد
در پیل‌های فتوالکتریک، در لوله‌های خلأ به عنوان گاز ربا، در ساعت‌های اتمی، واکنش‌های ترموشیمی، سوخت موشک‌ها، کاربرد دارد. در چشمه‌های الکترونی به عنوان یک ماده الکترون دهنده به کار می‌رود. در شیمی صنعتی به عنوان کاتالیزور از آن بهره می‌گیرند.

## نکته
در تعریف جهانی ثانیه آمده‌است: «به مدت زمانی ثانیه می‌گویند که یک اتم سزیم برانگیخته ۱۳۳ – ۹٬۱۹۲٬۶۳۱٬۷۷۰ بار نوسان کند»

## نگارخانه

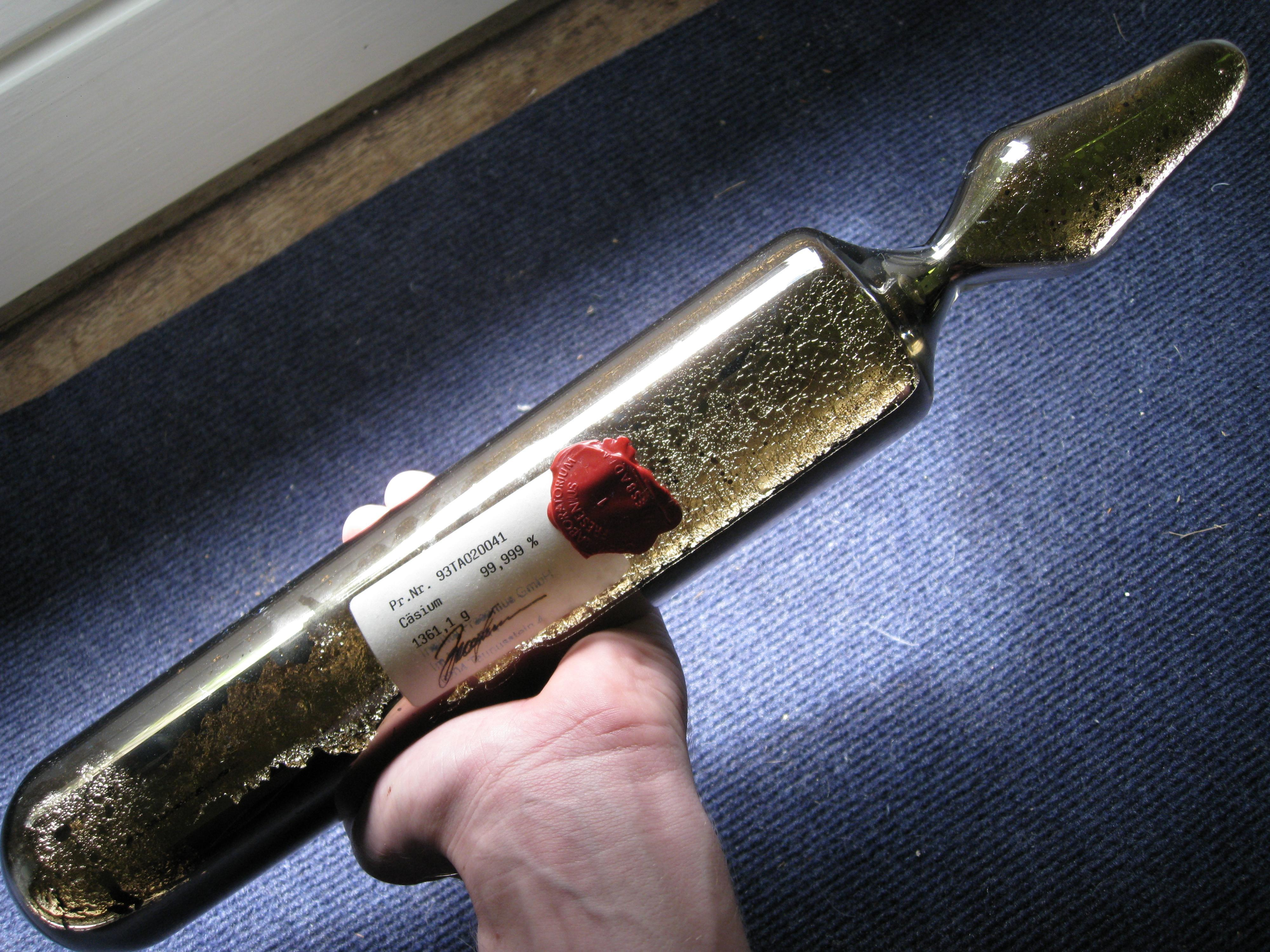
آمپول بزرگی حاوی بیش از یک کیلوگرم سزیم خالص.
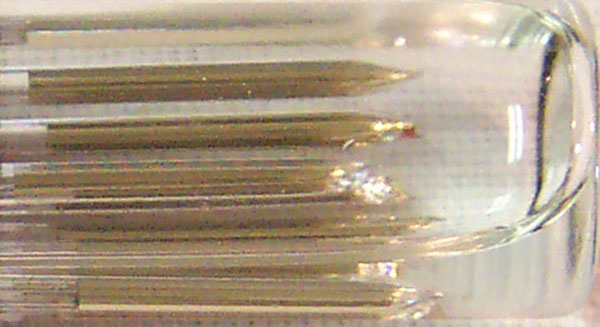
سزیم